# Thomisus
Thomisus är ett släkte av spindlar som beskrevs av Charles Athanase Walckenaer 1805. Thomisus ingår i familjen krabbspindlar.

## Dottertaxa tillThomisus, i alfabetisk ordning[1][2]
- Thomisus albens
- Thomisus albertianus
- Thomisus albohirtus
- Thomisus amadelphus
- Thomisus andamanensis
- Thomisus angulatulus
- Thomisus angustifrons
- Thomisus arabicus
- Thomisus armillatus
- Thomisus ashishi
- Thomisus australis
- Thomisus baghdeoi
- Thomisus bargi
- Thomisus beautifularis
- Thomisus benoiti
- Thomisus bicolor
- Thomisus bidentatus
- Thomisus bigibbosus
- Thomisus blandus
- Thomisus boesenbergi
- Thomisus bonnieri
- Thomisus bueanus
- Thomisus bulani
- Thomisus callidus
- Thomisus cancroides
- Thomisus candidus
- Thomisus castaneiceps
- Thomisus cavaleriei
- Thomisus citrinellus
- Thomisus congoensis
- Thomisus dalmasi
- Thomisus danieli
- Thomisus daradioides
- Thomisus dartevellei
- Thomisus dentiger
- Thomisus destefanii
- Thomisus dhakuriensis
- Thomisus dhananjayi
- Thomisus duriusculus
- Thomisus dyali
- Thomisus elongatus
- Thomisus galeatus
- Thomisus ghesquierei
- Thomisus godavariae
- Thomisus gouluensis
- Thomisus granulatus
- Thomisus granulifrons
- Thomisus guadahyrensis
- Thomisus guangxicus
- Thomisus hararinus
- Thomisus hui
- Thomisus hunanensis
- Thomisus ilocanus
- Thomisus iswadus
- Thomisus italongus
- Thomisus janinae
- Thomisus jocquei
- Thomisus kalaharinus
- Thomisus katrajghatus
- Thomisus keralae
- Thomisus kitamurai
- Thomisus kiwuensis
- Thomisus kokiwadai
- Thomisus krishnae
- Thomisus labefactus
- Thomisus laglaizei
- Thomisus lamperti
- Thomisus leucaspis
- Thomisus litoris
- Thomisus lobosus
- Thomisus ludhianaensis
- Thomisus machadoi
- Thomisus madagascariensis
- Thomisus manishae
- Thomisus manjuae
- Thomisus marginifrons
- Thomisus meenae
- Thomisus melanostethus
- Thomisus mimae
- Thomisus modestus
- Thomisus natalensis
- Thomisus nepenthiphilus
- Thomisus nirmali
- Thomisus nossibeensis
- Thomisus obscuratus
- Thomisus obtusesetulosus
- Thomisus ochraceus
- Thomisus odiosus
- Thomisus okinawensis
- Thomisus onustus
- Thomisus oscitans
- Thomisus pateli
- Thomisus pathaki
- Thomisus penicillatus
- Thomisus perspicillatus
- Thomisus pooneus
- Thomisus pritiae
- Thomisus projectus
- Thomisus pugilis
- Thomisus purpuratus
- Thomisus rajani
- Thomisus retirugus
- Thomisus rigoratus
- Thomisus rishus
- Thomisus roeweri
- Thomisus schoutedeni
- Thomisus schultzei
- Thomisus scrupeus
- Thomisus shillongensis
- Thomisus shivajiensis
- Thomisus sikkimensis
- Thomisus simoni
- Thomisus socotrensis
- Thomisus sorajaii
- Thomisus spectabilis
- Thomisus spiculosus
- Thomisus stenningi
- Thomisus stigmatisatus
- Thomisus stoliczkai
- Thomisus sundari
- Thomisus swatowensis
- Thomisus tetricus
- Thomisus transversus
- Thomisus trigonus
- Thomisus tripunctatus
- Thomisus tuberculatus
- Thomisus turgidus
- Thomisus unidentatus
- Thomisus venulatus
- Thomisus whitakeri
- Thomisus viveki
- Thomisus vulnerabilis
- Thomisus yemensis
- Thomisus zhui
- Thomisus zuluanus
- Thomisus zyuzini